# Óscar Soto
Óscar Soto Carrillo (Città del Messico, 9 giugno 1983) è un pentatleta messicano.

## Biografia
Ha rappresentato il Messico ai Giochi olimpici estivi di Pechino 2008, Londra 2012, classificandosi rispettivamente all'8º e al 14º posto.
Ai Giochi panamericani di Guadalajara 2011 si è aggiudicato la medaglia d'oro nell'individuale, precedendo l'argentino Andrei Gheorghe ed il cileno Esteban Bustos.

## Palmarès
- Giochi panamericani

Guadalajara 2011: oro nell'individuale;
- Giochi centramericani e caraibici

Cartagena de Indias 2006: oro nell'individuale, oro nella gara a squadre;
Mayagüez 2010: oro nell'individuale, argente nella gara a squadre;